# Batthyány-kastély (Zalaszentgrót)
A Batthyány-kastély Zalaszentgrót ikonikus épülete, mely a Zala völgyében, a folyó és mellékága által körülölelt szigeten, ősplatános, védett parkban fekszik. Napjainkban a Koncz Dezső Óvoda, Általános Iskola, Diákotthon, Különleges Gyermekotthon és Készségfejlesztő Speciális Szakiskolának ad otthont.

## Története
A Batthyány-kastély helyén álló egykori várra egy 1299-ből származó oklevél utal először. A török időkben heves támadásoknak volt kitéve a végvár, erre utal az is, hogy 80 év alatt öt alkalommal erősítették meg. A Szentgróti család által épített erődítményt később több mint 200 éven keresztül a berekszói Hagymásy család tartotta kézben, s csak kihalásuk után, 1654-ben került Batthyány (I.) Ádám tulajdonába. A török kiűzése után vesztett jelentőségéből, s fokozatosan tönkrement, mígnem  1767-ben Batthyány Imre lebontatta a fosztogatásokat is megélt várat. A ma is álló kastélyt 1787-ben Batthyány Ferenc emeltette az erőd helyén és alapanyagának felhasználásával. 
Jelentős, Zalaszentgróthoz köthető Batthyány családtagok még:
Batthyány Károly, gróf, főnemes nemzetőr őrnagy, Deák Ferenc atyai jó barátja. (Csákány, Vas vm., 1799. szept. 11. - Zalaszentgrót, Zala vm., 1852. szept. 27.)
Batthyány Tivadar, gróf, németújvári, tengerésztiszt, országgyűlési képviselő, miniszter (Zalaszentgrót, Zala vm., 1859. febr. 23. - Budapest, 1931. febr. 2.)főnemes, .
Batthyány Zsigmond, gróf, németújvári, főnemes, országgyűlési képviselő(Zalaszentgrót, Zala vm., 1856. okt. 29. - Nova, Zala vm., 1939. márc. 18.).
A 19. század végén a Károlyi család birtokába került kastélyt ismét átépítették, ekkor épült a kocsiáthajtós terasz.  A második világháború után 1947. március 21-én a Vallás és Közoktatásügyi Minisztérium kezelésébe került az épület. A mai gyógypedagógiai intézmény 1950. október 15. óta működik az épületben. Koncz Dezső gyógypedagógus, egykori igazgató nevét 1995 tavaszán vette fel. A kastély legutóbbi felújítását 1984-ben kezdték meg, a munkálatok négy évet vettek igénybe. Jelenleg a Zala Vármegyei Önkormányzat az épület fenntartója.

## Az épület
Késő barokk, copf stílusú, U alaprajzú, egyemeletes, kontyolt nyeregtetős kastély. A kastély oldalszárnyainak végét egy-egy félkör alaprajzú, kétemeletes torony zárja le. A főszárny Zala felőli homlokzatán lévő középrizalit timpanonos, manzárdtetős. A túloldali főpárkányán disztichonban írt kronosztikon, előtte kocsiáthajtós terasz található. A földszint és az emelet egytraktusos, oldalfolyosós elrendezésű, a folyosó csehsüvegboltozatos. Az északi szárny alatt van a pince, az emeleten pedig az egykori lakószobák találhatók, ugyanitt középen helyezkedik el a nyugat felé néző díszterem is. A földszint szobáiban egykor a cselédség kapott helyet.

1800-as években a Batthyány család reneszánsz stílusú ajtókat szerelt fel és ugyanilyen stílusú bútorokkal rendezte be a kastélyt. A bútorok jelentős része ma is megtalálható az épületben.

## Feliratok
A keleti homlokzaton a latin nyelvű, disztichonban írt kronosztikon így szól:
sIC eX annosIs sVrgVnt noVa teCta rVInIs haeC sI non pLaCent, faC Meliora, LICet!
Magyarul: így emelődnek a régi romok üde épületekké, ha nem tetszik az új, rakjál mást a helyébe!
A nagybetűk egyben római számokat is jelölnek (MCCCCCCLLLXVVVVIIIIIII), melyek számértéke a kastély építési évszámára utal.

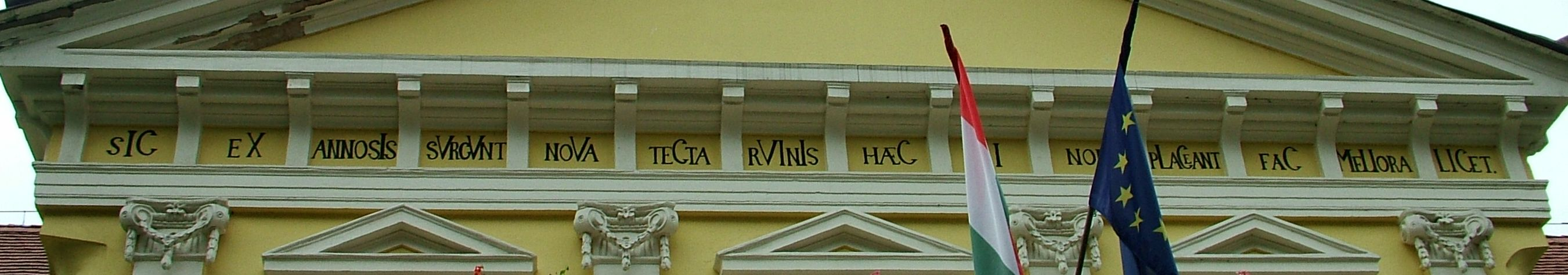
A Batthyány-kastély disztichonban írt kronosztikonja

A kastély utolsó tulajdonosai, a Károlyiak a koronás címert az épület nyugati homlokzatán helyezték el. Rajta a következő latin felirat olvasható:
FID ET VIRTUTE QVERE, magyarul: hittel és reménnyel szerezz hírnevet!

## A park
A mintegy kétszáz éves, 4,28 hektáros védett parkot (19/2/TT/74) a hatalmas platánok uralják. Különlegességei közé tartoznak még a sárga levelű hegyi juhar változatok, valamint a kocsányos tölgy egy sárga levelű változata is. A lombhullató fák közül megtalálható még itt a magas kőris, a kislevelű hárs, a mezei szil, a közönséges és a hússzínű vadgesztenye, a szivarfa, a közönséges pagodafa, a lepényfa, a dió, a mezei juhar, a zöld juhar, az ezüst juhar, a nyír, a gyertyán és a mézgás éger. Téli időszakban is zöldell a luc-, erdei-, fekete-, sima- és ezüstfenyő. Előfordul még oregoni hamis ciprus, tuja, tiszafa és lombját lehullató páfrányfenyő. Cserjék közül pedig vérmogyoró, cseresznyeszilva, áljázmin, aranyfa, nagyvirágú liliom és puszpáng.

## Galéria

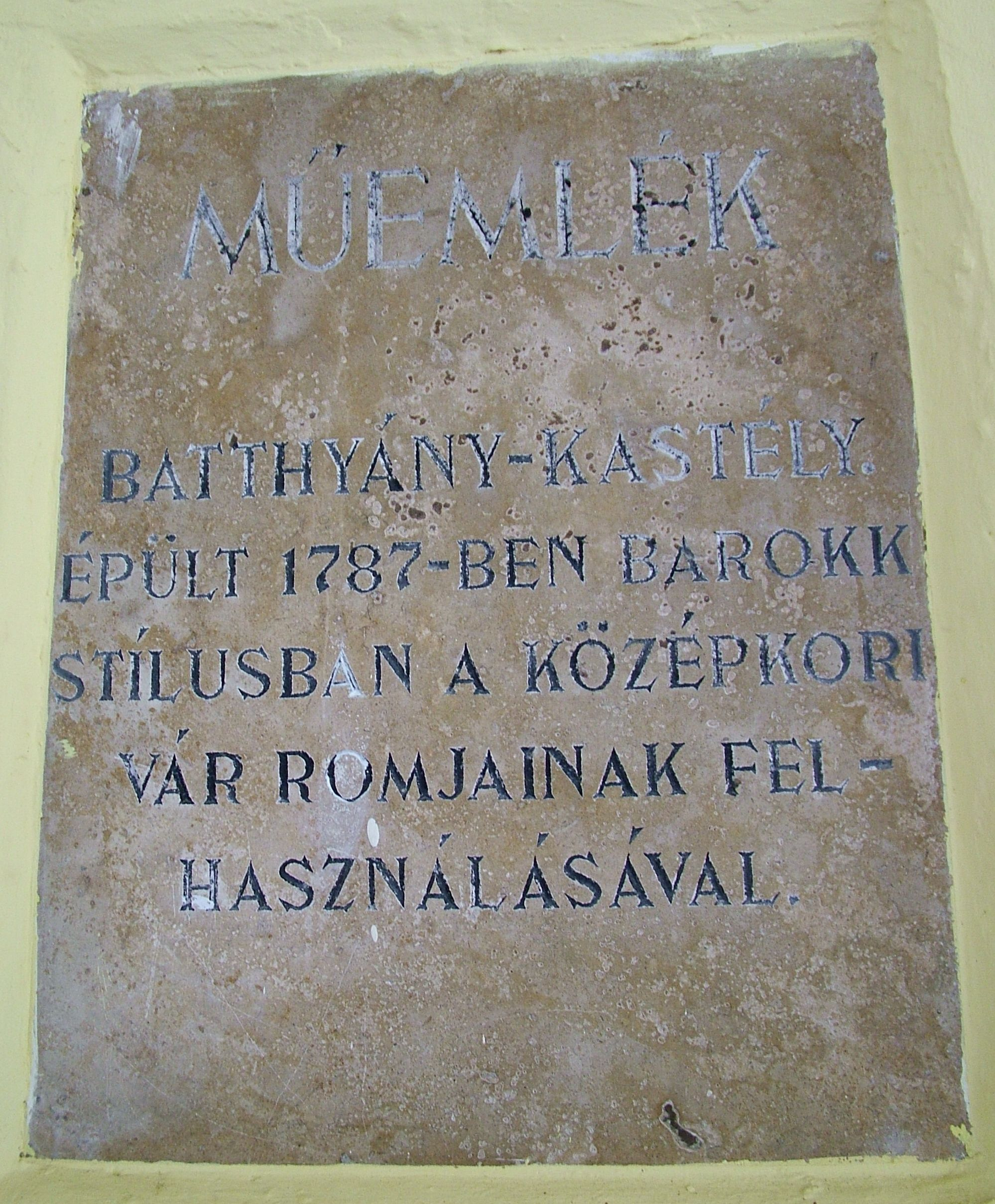
A Batthyány-kastély műemléki táblája
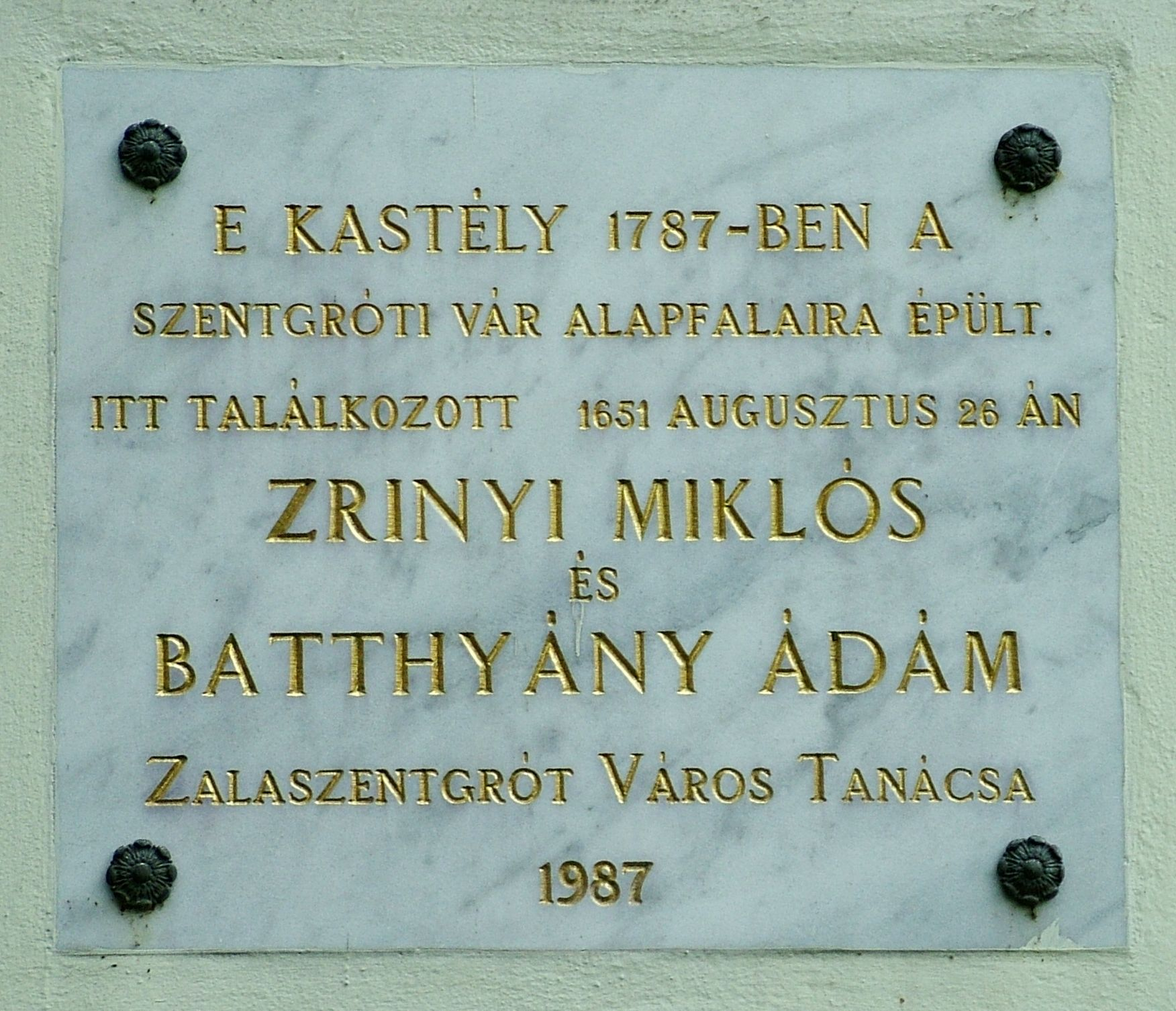
Zrínyi Miklós és Batthyány Ádám találkozásának emléktáblája
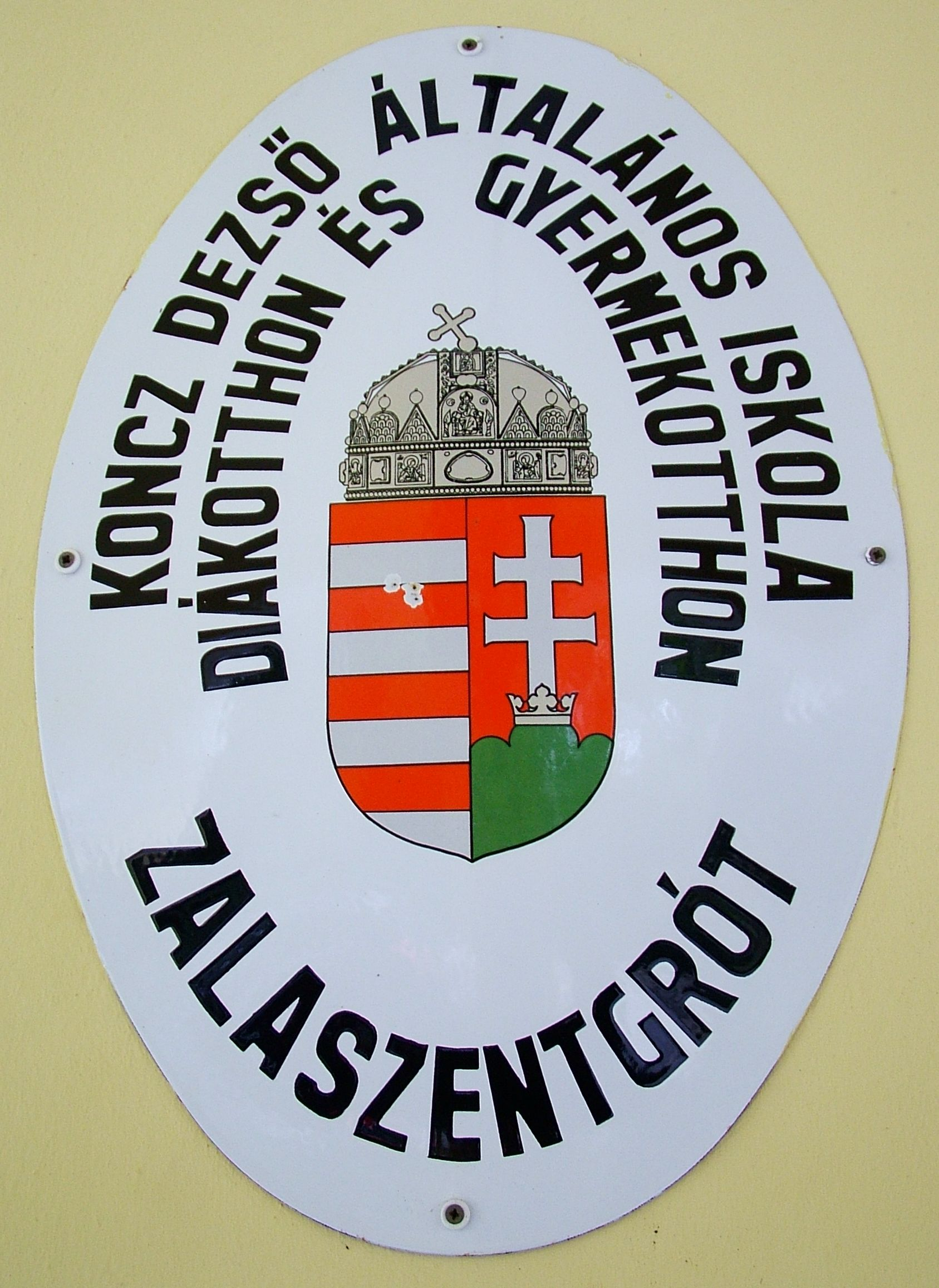
Koncz Dezső Óvoda, Általános Iskola, Diákotthon, Különleges Gyermekotthon és Készségfejlesztő Speciális Szakiskola táblája